# شهرستان فایت (آیووا)
شهرستان فایت، آیووا (به انگلیسی: Fayette County, Iowa) شهرستانی در ایالات متحده آمریکا است که در آیووا واقع شده‌است.